# Hunter (novela)
Hunter es una novela de 1989 escrita por el neonazi William Luther Pierce, el fundador y presidente de Alianza Nacional, un grupo nacionalista blanco, bajo el seudónimo de Andrew Macdonald. Pierce también usó este seudónimo para escribir "Los diarios de Turner", una novela escrita en 1978 que trata temas similares. Algunos críticos literarios consideran a "Hunter" como una precuela de "Los Diarios de Turner", una novela que detalla el surgimiento de un grupo paramilitar racista llamado "la organización", que tiene un papel predominante en el libro.

## Argumento
En Hunter se retrata las acciones del protagonista Oscar Yeager ("Jäger", en idioma alemán significa "cazador"), quien es un veterano piloto de F-4 Phantom en la Guerra de Vietnam y asesor del Departamento de Defensa de los Estados Unidos. 
La historia está ambientada en Estados Unidos, presumiblemente a finales de los años 1980 o principios de los años 1990. Comienza con Yeager conduciendo por Washington D. C. con un rifle. En una campaña personal de asesinatos,  inicialmente dispara a parejas racialmente mixtas y a figuras públicas que defienden los derechos civiles en aparcamientos del Distrito de Columbia. Durante 22 días, su campaña se salda con 12 víctimas en 6 tiroteos. En la narración, Yeager es representado como el héroe. Su campaña se intensifica con métodos más sofisticados contra objetivos de mayor perfil, incluidos periodistas y políticos prominentes a quienes Yeager ve como promotores de la mezcla racial. Al mismo tiempo, Yeager y su novia están desarrollando conexiones con un grupo nacionalista blanco. Los crímenes de Yeager pronto generan el pánico y tienen amplias repercusiones.
Tras varios atentados exitosos y cada vez más ambiciosos, Yeager es localizado y confrontado por un importante agente del FBI que, a su vez, está disgustado con el control judío de la agencia y de la situación social en EE.UU, describiéndolo como un Gobierno de Ocupación Sionista (ZOG). Este agente chantajea a Yeager para que le ayude en su carrera asesinando a varios agentes judíos del FBI y atentando contra agentes del Mossad en Estados Unidos para que el agente pueda ser nombrado jefe de una recién creada agencia de policía secreta antiterrorista, asumir un control cada vez mayor de Estados Unidos y utilizar su poder para desafiar y eliminar el control judío del gobierno y los medios de comunicación de masas.
Al mismo tiempo, el grupo nacionalista blanco estadounidense de Yeager adquiere una importancia pública cada vez mayor gracias a la entrada de uno de sus miembros en un ministerio evangelista cristiano de radiodifusión televisiva, desde el que emite mensajes cada vez más racistas y antisemitas. La campaña de asesinato y terrorismo de Yeager, las acciones de imitadores, el esfuerzo de radiodifusión nacionalista blanco, los esfuerzos del funcionario antiterrorista y un rápido declive de la economía estadounidense, empujan a los Estados Unidos hacia un aumento de la violencia y la fragmentación racial y social. 
Finalmente, Yeager se enfrenta a un dilema cuando el funcionario del gobierno para el que ha estado trabajando le ordena finalmente matar al ministro religioso evangélico encubierto, cuyos esfuerzos se oponen a la intención del agente de establecer el orden y llegar a un acuerdo temporal con los judíos. Yeager intenta eludir el encargo y luego aparece deliberadamente para sabotear el asesinato. En este punto, Yeager se ve atrapado entre las intenciones de su cómplice en el gobierno, que pretende consolidar su propio poder y control sobre el gobierno para reformar el sistema desde arriba hacia abajo después de reprimir los próximos disturbios nacionalistas negros, y el grupo nacionalista blanco que desea provocar aún más el caos, atraer a los estadounidenses blancos a la batalla y, finalmente, derrocar al "Gobierno Sionista de Ocupación" (ZOG). Finalmente, Yeager mata al agente del gobierno.
Tras esto, los medios de comunicación controlados por los judíos se ponen del lado de los manifestantes negros, revelando que el funcionario del gobierno habría sido traicionado si hubiera conseguido llegar a un acuerdo. Yeager y los demás miembros del grupo, sometidos ahora a una creciente vigilancia gubernamental, deciden proseguir sus esfuerzos y pasar a la "clandestinidad" para continuar la lucha contra el sistema.

## Valoración
"Hunter" comparte con "Los diarios de Turner" la descripción que Pierce hace de unos Estados Unidos invadidos por el liberalismo y dominados encubiertamente por el lobby sionista, su descripción de los protagonistas y sus actitudes hacia los judíos estadounidenses, los afroestadounidenses, los latinos y los asiáticos. 
La obra refleja la ideología de Pierce y su organización, Alianza Nacional, en "Hunter", Pierce revela esta ideología de una manera más didáctica y directa que en "Los diarios de Turner". Al comienzo de la novela, el protagonista es un racista sin una ideología antisemita, sin embargo, Yaeger desarrolla gradualmente una ideología antisemita y nacionalista blanca durante su campaña de asesinatos y encuentra a algunos aliados raciales en el camino. Gran parte de la historia de "Hunter", consiste en una reflexión sobre la llamada "cuestión judía". Pierce dedicó el libro al asesino en serie y genocida Joseph Paul Franklin.